# Tovåstjärnen, Hälsingland
Tovåstjärnen är en sjö i Hudiksvalls kommun i Hälsingland och ingår i Delångersåns huvudavrinningsområde.